# James Fisher (naturaliste)
Pour les articles homonymes, voir James Fisher.
James Maxwell McConnell Fisher, né le 3 septembre 1912 à Clifton (Bristol) et mort le 25 septembre 1970 à Hendon (quartier de Londres), est un naturaliste et ornithologiste britannique.

## Ouvrages
- James Fisher (trad. de l'anglais), Le Zoo : Son histoire, son univers [« Zoos of the World : The Story of Animals in Captivity »], Paris, Éditions RST, 1966, 253 p.